# هوهانس دورگاریان (سیاستمدار، زاده ۱۹۷۰ میلادی)
هوهانس ولادیمیری دورگاریان (ارمنی: Հովհաննես Վլադիմիրի Դուրգարյան؛ زادهٔ ۱۱ فوریهٔ ۱۹۷۰) یک سیاستمدار اهل ارمنستان است که از تاریخ ۱۹۹۵ تا تاریخ ۱۹۹۹ سمت نمایندگی دوره اول مجلس ملی جمهوری ارمنستان را برعهده داشت.

## زندگی‌نامه
در ۱۱ فوریهٔ ۱۹۷۰ در ایروان به دنیا آمد و از دانشگاه پزشکی دولتی ایروان فارغ‌التحصیل شد. 

## یادداشت
1. ↑  Երեւանի բժշկական ինստիտուտ